# Donja Lomnica (Serbia)
Donja Lomnica (cyr. Доња Ломница) – wieś w Serbii, w okręgu jablanickim, w gminie Vlasotince. W 2011 roku liczyła 533 mieszkańców.